# Мантова (футбольний клуб)
«Мантова» (італ. Mantova 1911 S.S.D.) — італійський футбольний клуб з міста Мантуя. Заснований в 1911 році. Домашні матчі проводить на стадіоні «Даніло Мартеллі», що вміщає 14 844 глядачів.
1960-70-ті роки для клубу стали найбільш успішними, в цей час клуб провів усі свої 7 сезонів у Серії A (1961/62 — 1964/65, 1966/67 — 1967/68, 1971/72).

## Історія
«Мантова» (італ. Associazione Mantovana del Calcio) з'явилася на світ в 1911 році внаслідок об'єднання команд «Мантуя» (італ. Mantua Football Club) і «Віз ет Віртус» (італ. Vis et Virtus e Reggiani). У 1918 році назва була змінена на Associazione Calcio Mantova.
Почавши, як і більшість провінційних команд, з самих низів, «Мантова» в 1935 році вже грала в Серії С, за рік до цього змінивши назву на Mantova Sportiva. Після Другої світової війни, в 1945-му, назва змінилася назад — на Associazione Calcio Mantova. Через рік команда дебютувала в Серії В, а через кілька років опинилась в Серії IV. У 1956 році назва в черговий раз змінюється — на AC Ozo Mantova. Однак, перед дебютом в Серії А в 1961 році знову повертається історичне Associazione Calcio Mantova.

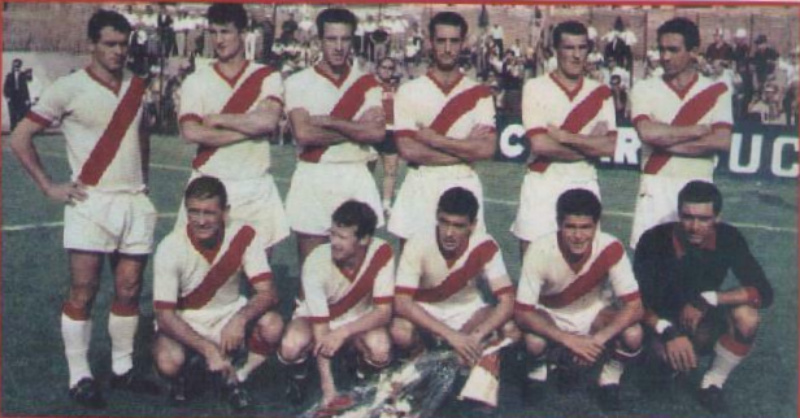
«Мантова» у дебютному для себе сезоні Серії А 1961/62.

Дебютний сезон в Серії А став найуспішнішим в її історії — команда фінішувала відразу на дев'ятому місці. Потім було два тринадцятих і останнє, 18-те, в сезоні 1964/65. Після вильоту «Мантова» тут же повернулася в еліту, посівши третє місце в Серії Б. І знову в першому сезоні команда фінішувала на 9-му місці. Але після такого успіху, в наступному сезоні (1967/68) чекав провал — останнє 16-те місце і знову виліт в Серію Б. При цьому з 1963-го по 1967 роки кольори «Мантови» захищав легендарний голкіпер Діно Дзофф, з чиїм уходом і пов'язують другий виліт команди.
Востаннє в Серії А клуб зіграв у сезоні 1971/72. Команда добре грала, билася до останнього, але в підсумку зайняла 14-те місце, відставши від рятівного 13-го всього на одне очко. Більше «Мантова» в елітному дивізіоні не грала і почалось поступове пониження команди аж в Серію С2, де в 1994 році її застала процедура банкрутства. Тоді ж інший місцевий клуб AC Porto, який існував з 1978 року, прийняв назву Mantova Calcio 1994 і заявився в аматорський чемпіонат Емілії-Романьї. Лише в 2002 році, піднявшись в Серію С2, клуб отримав права на бренд і історичну назву Associazione Calcio Mantova 1911. У сезоні 2006/07 клуб став першим, кому вдалося обіграти «Ювентус» в матчі Серії Б, але в 2010 році клуб чекало чергове банкрутство і зникнення.
У 2011 році була створена нова «Мантова» (італ. Mantova Football Club), яка була заявлена в Серію D, а 2017 року була перейменована на Mantova 1911 Società Sportiva Dilettantistica.

## Досягнення
Серія B: (1)
- Переможець: 1970-71

Серія C1: (1)
- Переможець: 1958-59 (група А)

Серія C2: (3)
- Переможець: 1987-88 (група А), 1992-93 (група А) і 2003-04 (група А)

Серія D: (1)
- Переможець: 1957-58 (група D)

## Відомі гравці
- Діно Дзофф
- Карл-Гайнц Шнеллінгер
- Анджело Сормані
- Стефано Фйоре
- Даріо Убнер

## Відомі тренери
- Алессандро Костакурта